# کریم العریبی
کریم العریبی (زادهٔ ۲۰ آوریل ۱۹۹۱) بازیکن فوتبال اهل تونس است.
از باشگاه‌هایی که در آن بازی کرده‌است می‌توان به پالرمو، فوجا، ساسوئولو، لاتینا، بولونیا، چزنا، هلاس ورونا، امپولی و باری اشاره کرد.
وی همچنین در تیم ملی فوتبال تونس بازی کرده‌است.